# Sorgente idrotermale
Una sorgente idrotermale, bocca idrotermale o camino idrotermale, è una frattura nella superficie di un terreno da cui fuoriesce acqua geotermicamente riscaldata. Le sorgenti idrotermali si trovano comunemente nei pressi di aree vulcanicamente attive, in zone in cui le placche tettoniche si stanno muovendo, nelle dorsali oceaniche e nei punti caldi.
I camini idrotermali sono localmente molto comuni in quanto la Terra è geologicamente attiva e ha una grande quantità d'acqua sulla superficie e nella sua crosta. Le zone più comuni sono le sorgenti termali, le fumarole e i geyser. Il più famoso sistema idrotermale è probabilmente il Mammoth Hot Springs nel Parco nazionale di Yellowstone negli Stati Uniti. Sotto il mare, invece, i camini idrotermali possono formare i tipici black smoker.
A differenza della maggior parte delle profondità marine le zone attorno alle bocche idrotermali sottomarine sono biologicamente più produttive, ospitando spesso comunità complesse alimentate dalle sostanze chimiche sparse nelle acque circostanti. Gli archaea chemiosintetici costituiscono la base della catena alimentare, fornendo poi supporto a diversi organismi, tra cui vermi tubo gigante, vongole, patelle e gamberetti.
Si ritiene esistano camini idrotermali attivi sulla luna di Giove Europa e si è ipotizzato che siano esistiti antichi camini idrotermali su Marte.

## Esplorazione

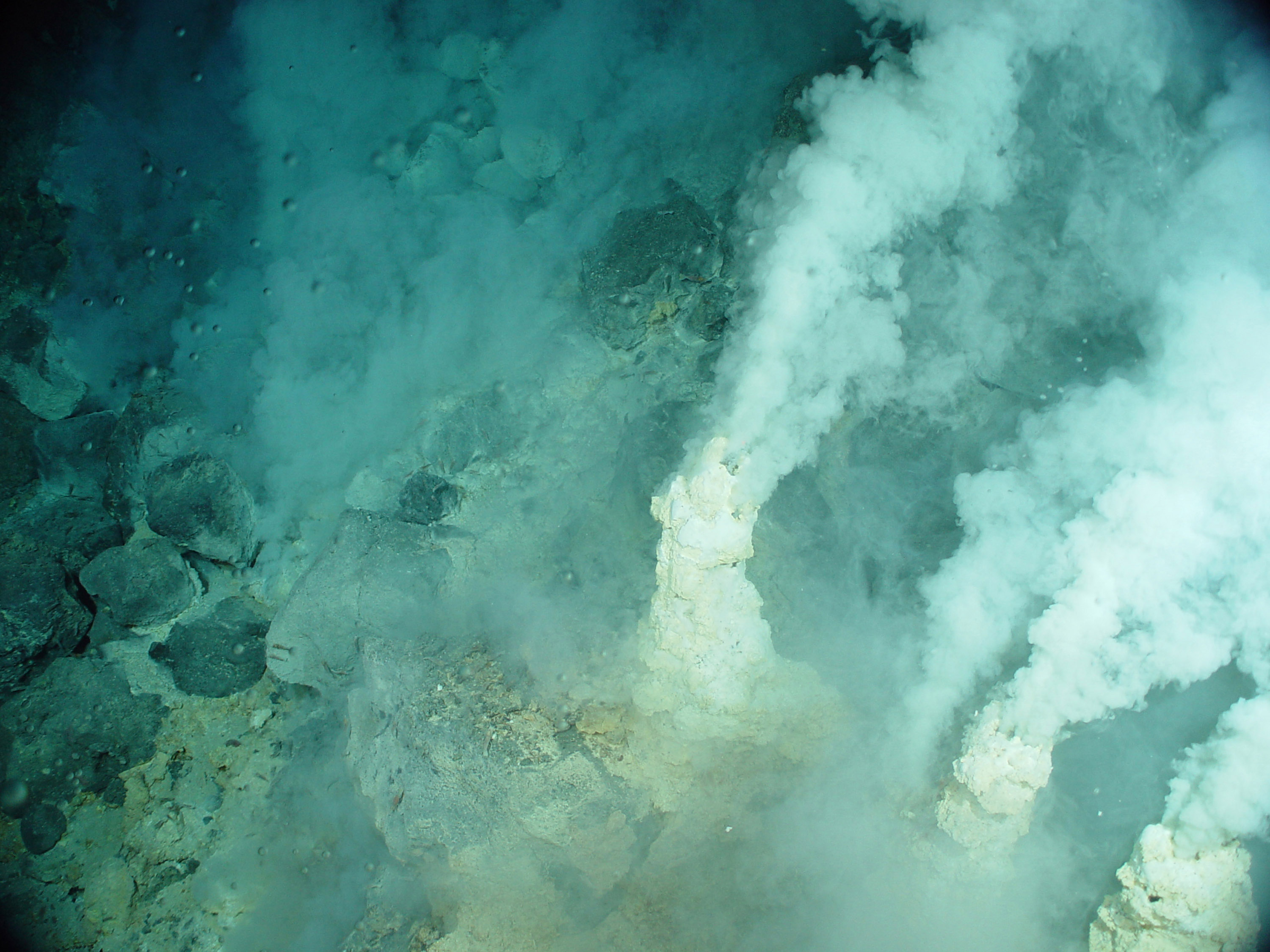
Una fumarola bianca nel Champagne Vent a Dominica, sul vulcano Eifuku.

Nel 1949 un esame delle acque profonde segnalò una soluzione insolitamente calda nella parte centrale del Mar Rosso. In seguito uno studio negli anni sessanta confermò la presenza di acque calde salate, a circa 60 °C, associate a fanghi metalliferi. Le soluzioni calde venivano emanate da un rift attivo sommerso. Il carattere fortemente salino dell'acqua non era ospitale per gli organismi marini viventi comunemente presenti in mare. Le salamoie calde e i fanghi associati sono attualmente sotto analisi come una possibile fonte di metalli estraibili.
L'ecosistema chemiosintetico circostante i camini idrotermali sottomarini venne scoperto lungo il rift delle Galápagos, sulla dorsale del Pacifico orientale, da un gruppo di geologi marini guidati da Jack Corliss della Oregon State University nel 1977. In quello stesso anno lo scienziato Peter Lonsdale pubblicò il primo documento scientifico sulla vita delle bocche idrotermali. Nel 1979 i biologi ritornarono al rift e usarono DSV Alvin, un sommergibile di ricerca del Woods Hole Oceanographic Institution per vedere coi propri occhi la comunità sulla bocca idrotermale.
Nel 2005 la Neptune Resources NL, una società di prospezioni minerarie, ha richiesto e ha ottenuto 35.000 km² di diritti di prospezione sull'arco delle Kermadec nella zona economica esclusiva della Nuova Zelanda, per esplorare i fondali marini alla ricerca di depositi massivi di solfuro, una potenziale fonte di nuovi solfuri piombo-zinco-rame formati da campi idrotermali.
La scoperta di una bocca nell'Oceano Pacifico al largo della Costa Rica, chiamata Medusa hydrothermal vent field (dal nome della gorgone Medusa della mitologia greca), è stata annunciata nel mese di aprile 2007.

## Proprietà fisiche

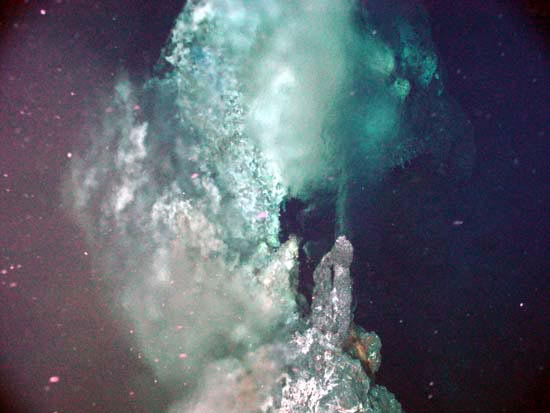
Il camino sulfureo del campo idrotermale Magic Mountain, nella Columbia Britannica canadese.

Le sorgenti idrotermali in genere si formano nelle profondità dell'oceano lungo le dorsali medio-oceaniche come la dorsale del Pacifico orientale e la dorsale Medio Atlantica. Questi sono i luoghi in cui due placche tettoniche divergono e si forma la nuova crosta terrestre.
L'acqua che esce dai camini idrotermali consiste principalmente di acqua di mare condotta nel sistema idrotermale attraverso fratture e sedimenti porosi degli strati vulcanici e di acqua magmatica rilasciata dal magma in risalita.
Nei complessi idrotermali terrestri la maggior parte delle acque che circola all'interno delle fumarole e nei geyser consiste in acque meteoriche assieme ad acque sotterranee, filtrate nel sistema termale dalla superficie, ma contiene anche una parte di acque metamorfiche, salamoie sedimentarie e acque magmatiche rilasciate dal magma. La percentuale varia da un luogo all'altro.
L'acqua esce da una bocca idrotermale a temperature fino a 400 °C, rispetto ai 2 °C tipici dell'acqua delle profondità oceaniche. L'alta pressione di queste profondità espande significativamente il delta termico nel quale l'acqua rimane liquida, e quindi l'acqua non bolle. L'acqua ad una profondità di 3000 metri e ad una temperatura di 407 °C diventa un fluido supercritico. Inoltre l'aumento di salinità spinge l'acqua più vicina al suo punto critico.
Alcuni camini idrotermali formano strutture a forma di camino pressoché cilindrico. Questi sono composti da minerali dissolti nel fluido della sorgente. Quando l'acqua super riscaldata entra in contatto con l'acqua circostante a temperatura vicina al congelamento i minerali precipitano a formare particelle che si posano sulla sommità del camino. Alcune di queste strutture possono raggiungere altezze di 60 metri. Un esempio di questi camini era "Godzilla", una struttura nell'Oceano Pacifico che crebbe fino a 40 metri di altezza prima di crollare.
La fase iniziale di un camino idrotermale inizia con la deposizione di anidrite. Solfuri di rame, ferro e zinco precipitano in seguito nelle crepe del camino, rendendolo meno poroso man mano che passa il tempo. Il camino cresce poi anche di 30 centimetri al giorno.
Le strutture a camino che emettono una nube di materiale nero sono chiamati black smokers, o fumarole nere, dal colore dei fluidi emessi. I black smokers emettono tipicamente particelle con un alto tasso di zolfo o di solfuri. Le fumarole bianche, o white smokers si riferiscono a camini che emettono minerali più chiari, quali quelli contenenti bario, calcio e silicio. Queste bocche tendono anche ad emettere fluidi a temperature più basse.
Nell'aprile del 2007 l'esplorazione dei camini al largo delle isole Figi rivelò che sono una fonte significativa di ferro.

## Comunità biologiche

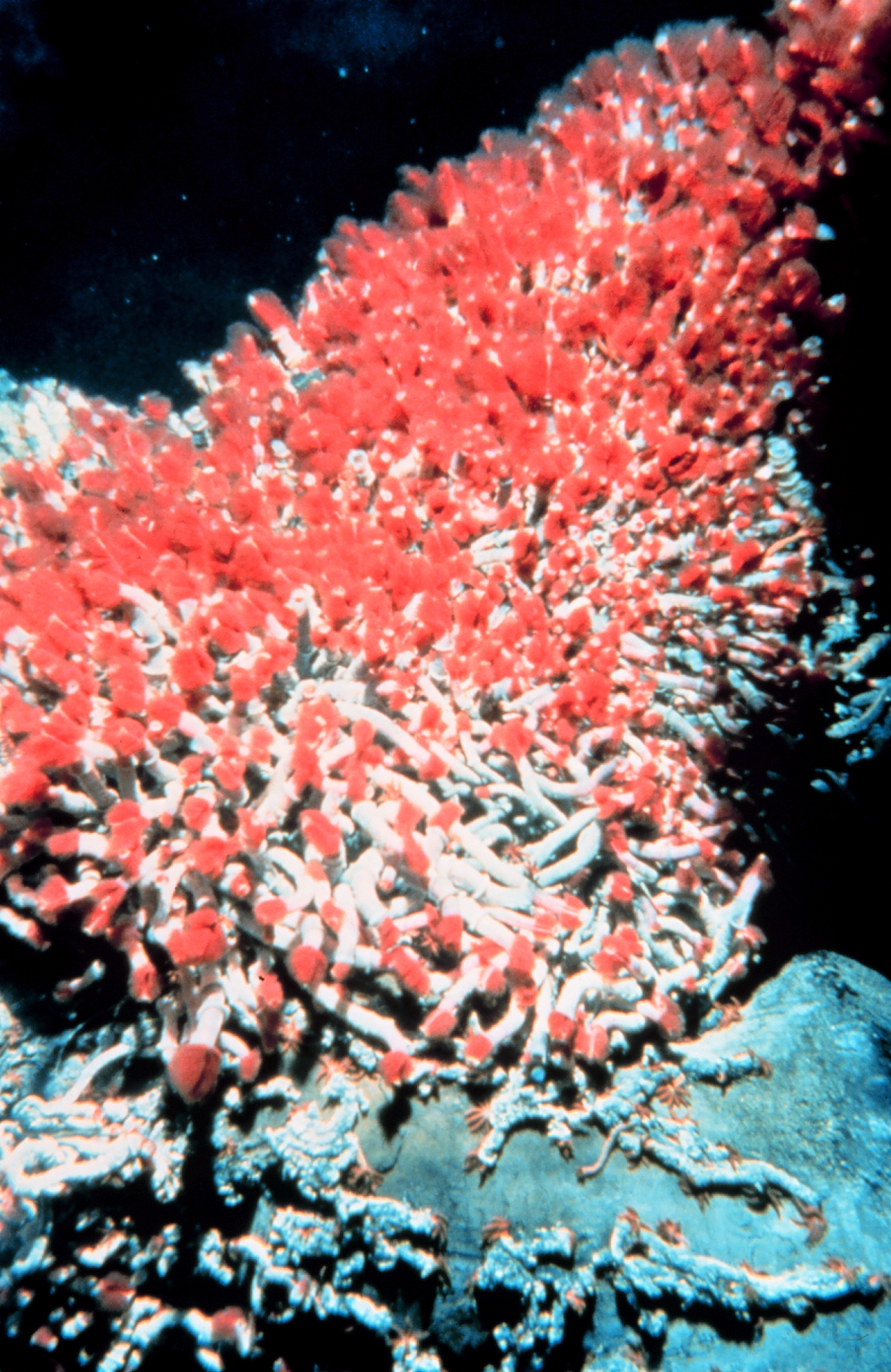
Una colonia di vermi tubo radicata sul basamento di un black smoker nelle sorgenti idrotermali Endeavour.

La vita è stata tradizionalmente vista come sostentata dall'energia proveniente dal Sole, ma gli organismi delle profondità marine non hanno accesso a questa e devono così dipendere da nutrienti presenti nei depositi chimici e nei fluidi idrotermali in cui vivono. In precedenza i biologi marini diedero per scontato che questi organismi dipendevano da una "pioggia" di detriti dai livelli superiori del mare, come fanno gli organismi delle acque profonde. Questa soluzione li lascerebbe però dipendenti delle piante e quindi dal sole. Alcuni organismi idrotermali utilizzano questa "pioggia", ma con solamente un sistema simile le forme di vita sarebbero molto rade. Rispetto al fondale marino circostante, tuttavia, le zone attorno alle bocche idrotermali hanno una densità di organismi da 10.000 a 100.000 volte maggiore.
Le comunità delle bocche idrotermali sono in grado di sostenere una quantità simile di vita in quanto gli organismi delle sorgenti dipendono da batteri chemiosintetici per l'alimentazione. L'acqua che esce dai camini è ricca di sali minerali disciolti e supporta una vasta popolazione di batteri chemioautotrofi. Questi batteri usano composti di zolfo, in particolare il solfuro di idrogeno, un prodotto chimico altamente tossico per gli organismi conosciuti, per la produzione di materiale organico attraverso il processo di chemiosintesi.
L'ecosistema così formato è legato all'esistenza degli sfiati idrotermali come fonte primaria di energia, differenziandosi così dalla maggior parte degli ecosistemi della superficie terrestre, basati sull'energia solare. Tuttavia, sebbene si dica che queste comunità esistono indipendentemente del sole, alcuni organismi sono in realtà dipendenti dall'ossigeno prodotto dagli organismi fotosintetici. Altri invece sono anaerobici, come negli stadi più remoti della vita.
I batteri chemiosintetici si sviluppano in un fitto substrato che attrae organismi come anfipodi e copepodi, che si insediano direttamente sui batteri. Gli organismi più grandi, quali lumache, gamberetti, granchi, vermi tubo, pesci e polpi formano una catena alimentare di rapporti predatore-preda attorno ai primi. Le principali famiglie di organismi trovati attorno agli sfiati sono anellidi, vermi tubo, gasteropodi e crostacei, con grandi bivalvi, vermi tubo e gamberetti ciechi che costituiscono la maggior parte degli organismi non-microbici.
I vermi tubo sono una parte importante della comunità attorno alle bocche idrotermali. I vermi tubo, come i parassiti, assorbono i nutrienti direttamente nei loro tessuti. Questo perché i vermi non hanno né bocca né un tubo digerente, così i batteri vivono al loro interno: vi sono circa 285 miliardi di batteri per grammo di tessuto. I vermi tubo hanno branchie rossastre che contengono emoglobina. L'emoglobina combina l'idrogeno solforato e lo trasferisce ai batteri che vivono all'interno del tubo. In cambio, i batteri forniscono nutrimento al verme producendo composti di carbonio. Le due specie che vivono sugli sfiati sono i Tevnia jerichonana e i Riftia pachyptila. Una delle comunità scoperte, soprannominata poi Eel City (Città delle Anguille), consiste prevalentemente di anguilliformi; anche se questi non sono rare, come accennato in precedenza in genere sono gli invertebrati a dominare i camini idrotermali. La Eel City si trova vicino al cono vulcanico Nafanua, nelle Samoa Americane.
Altri esempi di fauna unica che abita questo ecosistema sono la Crysomallon squamiferum, una specie di lumaca "corazzata" con scaglie composte da ferro e materiali organici e l'Alvinella pompejana, in grado di resistere a temperature fino a 80 °C.
Sono state scoperte più di 300 specie diverse sui camini idrotermali, molte di queste sono "sorelle" di altre specie che si trovano in aree geograficamente separate. È stato ipotizzato che in precedenza la placca nordamericana passasse sopra la dorsale medio-oceanica, e vi fosse una sola zona biogeografica idrotermale nel Pacifico orientale. La successiva barriera diede inizio alla diversificazione evolutiva delle specie in luoghi diversi. Gli esempi di evoluzione convergente visti sui distinti camini idrotermali è considerata un sostegno importante per la teoria della selezione naturale e dell'evoluzione nel suo complesso.

## Teorie biologiche
Sebbene la scoperta delle sorgenti idrotermali sia relativamente recente, l'importanza di questa ha fornito spunto e supportato svariate nuove teorie biologiche e bio-atmosferiche.

### La calda biosfera profonda
All'inizio del 1992 nella sua pubblicazione The Deep Hot Biosphere Thomas Gold fa riferimento alle bocche oceaniche a sostegno della sua teoria che i livelli più bassi della terra siano ricchi di vita biologica, che trova il suo cammino verso la superficie. La teoria di Gold però andò anche al di là dei camini idrotermali e propose l'origine abiotica del petrolio (cioè che il petrolio non sia solo di origine fossile, bensì anche prodotto nel profondo della terra), come ulteriormente argomentato nel libro The Deep Hot Biosphere. Questa ipotesi è stata respinta dai geologi petroliferi che sostengono che, anche se si verificasse, la quantità di prodotti petrolchimici prodotti in questo modo è trascurabile.
In seguito, nel numero di febbraio 2008 di Science, venne pubblicato un articolo sulla produzione abiotica di idrocarburi utilizzando dati provenienti da esperimenti sulla Lost City per mostrare come la sintesi abiotica degli idrocarburi in natura si possa verificare in presenza di rocce ultramafiche, acqua e moderate quantità di calore.

### Origine idrotermale della vita
Günter Wächtershäuser nel 1997 propose la teoria del mondo a ferro-zolfo e suggerì che la vita potrebbe aver avuto origine sulle sorgenti idrotermali.
È stato proposto che la sintesi degli amminoacidi abbia potuto verificarsi in profondità nella crosta terrestre e che questi aminoacidi, in seguito, siano stati messi in circolo assieme ai fluidi idrotermali in acque più fresche. Qui le temperature più basse e la presenza di minerali argillosi avrebbero poi favorito la formazione di peptidi e protocellule. Si tratta di un'ipotesi interessante per l'abbondanza di CH4 e NH3 presenti nelle regioni idrotermali, una condizione che non era fornita dall'atmosfera primitiva della Terra. Un grosso limite di questa ipotesi è la mancanza di stabilità delle molecole organiche ad alte temperature, ma alcuni hanno suggerito che la vita avrebbe avuto origine al di fuori delle zone con la temperatura più alta. Ci sono infatti numerose specie di estremofili e di altri organismi che attualmente vivono nelle immediate vicinanze delle bocche, il che suggerisce che questo possa essere uno scenario possibile.

## Sfruttamento economico
In passato sono stati fatti tentativi per sfruttare i depositi minerali dal fondo marino. Negli anni sessanta e settanta vi sono state grandi opere e spese per il recupero dei noduli di manganese dalle piane abissali con vari gradi di successo. Questi confermano che il recupero di minerali dal fondo marino sia possibile, e lo sia stato per qualche tempo. È interessante notare che l'estrazione di noduli di manganese servì come attività di copertura per l'elaborato tentativo di recupero, da parte della CIA, del sottomarino sovietico K-129 utilizzando la USNS Glomar Explorer, una nave costruita per questo compito da Howard Hughes. L'operazione era nota come  Project Jennifer o Project Azorian, e l'attività di copertura servì a spingere altre compagnie a tentare l'estrazione dal fondale.
Le prime licenze (o concessioni) di trivellazione vennero depositate nel 2008 per una zona conosciuta come Rumble II West Seamount, che non era stata scoperta fino all'agosto 2007, da parte del gruppo Neptune minerals, una delle prime società costituite per sfruttare le ricchezze minerarie sommerse e, in particolare, i depositi massivi sommersi. La stessa società aveva già acquisito nel 2008 licenze per l'esplorazione di una zona marina di più di 278.000 km² nelle acque territoriali della Nuova Zelanda, Papua Nuova Guinea, Micronesia e Vanuatu, con nuove richieste per la ricerca di altri 436.000 km² nelle acque territoriali della Nuova Zelanda, Giappone, Marianne settentrionali, isole Palau e Italia.

### Conseguenze ambientali
Il direttore del gruppo Neptune minerals Simon McDonald ha riconosciuto nel 2008 che tali attività presentano problematiche ambientali, ma che il suo gruppo si è impegnato a lavorare in uno spirito di buona gestione dell'ambiente marino e di comunicazione trasparente con tutte le parti interessate. I biologi marini hanno comunque timore di gravi ripercussioni sulla fragile biodiversità concentrata attorno a queste aree e spesso caratterizzata da specie con una crescita molto lenta o tarda maturità sessuale.
Lo sfruttamento minerario del fondo marino ha impatti ambientali sulle specie delle bocche idrotermali: le branchie degli organismi possono risentire delle polveri d'estrazione, le bocche possono collassare o riaprirsi, può essere rilasciato idrato di metano-I o possono anche verificarsi frane oceaniche.